# パイロット (バンド)
パイロット（Pilot）は、1974年にデビューしたイギリスのポップ・バンド。短い活動期間ながら「マジック」や「ジャニュアリー」といった曲をヒットさせた。

## 経歴
かつてベイ・シティ・ローラーズに在籍したデヴィッド・ペイトンとビル・ライアルの再会をきっかけに、パイロットというバンドが結成されることとなった。レコード会社もこの新バンドのデビューを即決した。
ファースト・アルバム『パイロット』（1974年）からのシングル「マジック」がいきなり全英11位・全米5位となる。
1975年に発表したセカンド・アルバム『セカンド・フライト』からのシングル「ジャニュアリー」は全英1位を記録した。
結局、メンバーの脱退やセールス面での伸び悩みもあり、アルバム4枚を発表しただけで1970年代後半にバンドは自然消滅していった。その後のメンバーはパイロットのプロデューサーを務めたアラン・パーソンズとの共演など、様々なアーティストと交流を持ちながら音楽活動を続けている。
1977年に発表された4枚目のアルバム『新たなる離陸 (トゥーズ・ア・クラウド)』（メンバーは、デヴィッド・ペイトンとイアン・ベアンソンのふたり）は、諸般の事情で長らくCD化されなかったが、リクエスト・サイト「廃盤復刻計画」では、週間部門1位になったこともあった。
その声に応えて2002年に出されたのが5枚目のアルバム『Blue Yonder』である。『新たなる離陸 (トゥーズ・ア・クラウド)』から８曲を選んで再録音することで、難しかったCD化を実現した。このアルバムには、新曲2曲に加えて1975年のライブ音源も収録されている。（その後『新たなる離陸 (トゥーズ・ア・クラウド)』は、2005年に日本で世界初CD化された。）
2007年に出されたアルバム『The Craighall Demos 71:76』は、デビュー前の1971年から解散直前の1976年までのデモテープを、デヴィッド・ペイトンが編集したもの。ここに収められた曲はすべて、パイロットの原点とも言えるクレイグホール・スタジオで録音されたものであり、それがタイトルの由来になっている。ビル・ライアルがリード・ボーカルを取っているものも多い。
2007年11月17日、18日 パイロット来日公演が決定し演奏を披露した。メンバーはデヴィッド・ペイトンとスチュアート・トッシュ。サポートメンバーにCalais Brown、Kenny Hutchison。
2016年、9年ぶりに再来日を果たした。11月21・22日に東京、24日に大阪で公演。21日の東京公演初日では日本のバンド「SHEEP」がオープニングアクトを務めた。
2025年、『マジック』がフジテレビ系ドラマ『スティンガース 警視庁おとり捜査検証室』の主題歌に起用される。

## メンバー
- デヴィッド・ペイトン (David Paton) - ボーカル、ベース、ギター（解散後、アラン・パーソンズ・プロジェクト、キーツ、ソロ活動へ。ツアー・サポートとしてエルトン・ジョン・バンド、リック・ウェイクマン、フィッシュ、アルバート・ハモンドなど）
- イアン・ベアンソン (Ian Bairnson) - ギター、ベース、ボーカル（契約時期の事情等から1975年加入とされてきたが、実際にはデビュー時から正式メンバーである。解散後、アラン・パーソンズ・プロジェクト、キーツへ。2023年4月7日死去[3]）
- ビル・ライアル (Billy Lyall) - キーボード、ボーカル（1976年脱退後、ソロ活動へ。1989年12月25日死去）
- スチュアート・トッシュ (Stuart Tosh) - ドラム、ボーカル（1976年脱退後、10ccへ）

## ディスコグラフィ

### アルバム
- 『パイロット』 - From the Album of the Same Name (1974年) ※全米82位
- 『セカンド・フライト』 - Second Flight (1975年) ※全英48位
- 『モーリン・ハイツ』 - Morin Heights (1976年)
- 『新たなる離陸 (トゥーズ・ア・クラウド)』 - Two's A Crowd (1977年)
- 『Blue Yonder』 - Blue Yonder (2002年)
- 『パイロット・プレイズ・アラン・パーソンズ・プロジェクト』 - A Pilot Project (2014年)

### コンピレーション・アルバム
- Best of Pilot (1980年)
- A's B's & Rarities (2005年)
- The Craighall Demos 71:76 (2007年)
- Anthology (2007年)

### シングル
- 「ジャスト・ア・スマイル」 - "Just A Smile" (1974年)
- 「マジック」 - "Magic" (1974年)
- 「ジャニュアリー」 - "January" (1975年)
- 「コール・ミー・ラウンド」 - "Call Me Round" (1975年)
- "Lady Luck" (1975年)
- "Running Water" (1976年)
- 「新しきカナダ」 - "Canada" (1976年)
- "Penny In My Pocket" (1976年)
- "Get Up And Go" (1977年)
- "Monday, Tuesday" (1977年)
- "Ten Feet Tall" (1977年)
- 「アイ・イン・ザ・スカイ」 - "Eye In The Sky" (2014年)